# Harriet Griffin
Harriet Madeline Griffin (Brooklyn, 6 de abril de 1903 – Lakewood (Nova Jérsei), 13 de janeiro de 1991) foi uma matemática estadunidense, autora de um livro sobre teoria dos números. Lecionou por muitos anos no Brooklyn College.

## Formação e carreira
Griffin nasceu em 6 de abril de 1903 no Brooklyn, uma das duas filhas de um vendedor de móveis. Frequentou a Baldwin High School em Baldwin, Nova Iorque, graduando-se como valedictorian em 1920. Obteve um diploma de bacharel no Hunter College em 1925, graduando-se Phi Beta Kappa, ganhando o Thomas Hunter Prize em matemática e tornando-se membro fundador da Pi Mu Epsilon; sua irmã se formou no mesmo ano e tornou-se professora de matemática.
Griffin continuou no Hunter College como tutora e instrutora de 1926 a 1930, obtendo neste tempo um mestrado na Universidade Columbia em 1929, com a dissertação Modern Geometry in Three Dimensions. Quando o Hunter College se fundiu com o campus de Brooklyn do City College of New York para formar o Brooklyn College em 1930, ela se tornou membro do corpo docente do colégio recém-formado.
Enquanto continuava a trabalhar como membro do corpo docente no Brooklyn College, completou um Ph.D. na Universidade de Nova Iorque em 1939; sua tese, The Abelian Quasi-Group, foi orientada por Donald Flanders. Com a conclusão de seu doutorado, subiu de posto no corpo docente do Brooklyn College para se tornar professora assistente em 1940, professora associada em 1950 e professora titular em 1956.
Aposentou-se como professora emérita em 1966, continuando a lecionar por dois anos no Molloy College. Morreu em 13 de janeiro de 1991 em Lakewood (Nova Jérsei).

## Livros
Griffin foi autora de Elementary Theory of Numbers (McGraw-Hill, 1954). Também publicou dois livros pela Brooklyn College Press, The Concepts of the Theory of Numbers (1947) e Systems of Abstract Algebra (1962).

## Reconhecimento
Griffin foi nomeada fellow da Associação Americana para o Avanço da Ciência em 1960.